# Csalétek (film, 2012)
Csalétek (eredeti címén: Bait) egy 2012-es ausztrál-szingapúri horror-thriller, melyet John Kim és Russell Mulcahy forgatókönyve alapján Kimble Rendall rendezett. A főszereplők Sharni Vinson, Phoebe Tonkin, Xavier Samuel, Julian McMahon, Cariba Heine, Alex Russell, Lincoln Lewis, Alice Parkinson és Dan Wyllie.
Ausztráliában, 2012. szeptember 20-án mutatták be, Szingapúrban november 29-én.
A Metacritic oldalán a film értékelése 39% a 100-ból, ami 28 véleményen alapul. A Rotten Tomatoeson a Csalétek 47%-os minősítést kapott, 32 értékelés alapján.
A filmet 2011. november 29-én kezdték el forgatni.

## Történet
|  | Alább a cselekmény részletei következnek! |

A film nyitójelenetében egy másnapos életmentőt, Josht (Xavier Samuel) felébreszti a barátja, Rory (Richard Brancatisano) aki szintén életmentő. Rory jó szándékkal elmondja Joshnak, hogy nem kellett volna elvennie a nővérét, Tinát (Sharni Vinson), ezután megkéri, hogy segítsen neki beállítani a bóját. Josh meglátogatja Tinát a tengerparton, és beszélgetnek a Szingapúri utazásukról. Mivel, Rory egy szörfdeszkán ül az óceánon, hogy beállítsa a bójákat, megjelenik egy cápa és megöl egy közelben lévő úszót a vízben. Mindenkit figyelmeztetnek a veszélyre, majd Josh gyorsan felpattan egy Jet-skire és siet, hogy megmentse Roryt, de túl későn. A cápa beleborítja Roryt a vízbe és Josh már nem tudja megmenteni, mielőtt megöli.
Egy évvel később, Josh mostanra már egy szupermarketben dolgozik. Míg Naomival (Alice Parkinson) töltik fel az árukat, összetalálkozik Tinával és látja a mostani barátját, Stevent (Qi Yuwu), akivel Szingapúrból jött vissza. Ugyanekkor két tizenéves, Kyle (Lincoln Lewis) és Heather (Cariba Heine) megérkeznek a garázs parkolójába, a hátsóülésen Heather kutyája, Bully kíséretében. A szupermarketben egy fiatal lány, Jaime (Phoebe Tonkin) több terméket ellop, melyet a biztonsági őr észrevesz, majd menekültében találkozik a barátjával, Ryannel (Alex Russell), aki szintén a boltban dolgozik. Az üzletvezető, Jessup (Adrian Pang), az őrrel utoléri, majd kirúgja Ryant és kihívja a rendőrséget. A tiszt, Todd (Martin Sacks) megérkezik és letartóztatja, de kiderül róla, hogy Jamie apja. Ezt követően, Doyle (Julian McMahon) egy fegyveres rabló próbálja kifosztani Jessuppot. A dolgok nem úgy történnek, ahogy tervezte, de Doyle bűntársa megjelenik és túszul ejti az egyik menedzser asszisztenst, Julie-t (Rhiannon Dannielle Pettett).
A nagy zűrzavar közepette hatalmas szökőár lepi el a várost és elárasztja a szupermarketet. Doyle társát megöli az árvíz, és a túlélők többsége megsérül. Ahogy a túlélők próbálják megtalálni a kiutat, a biztonsági őrt valami lehúzza a víz alá. Nyilvánvalóvá válik, hogy a szökőár miatt egy nagy fehér cápa mosódott be a boltba. Ráadásul, egy törött elektromos vezeték fenyegeti őket. Steven önként elvállalja, hogy lekapcsolja a főkapcsolót, így a többiek páncélszerűen bevásárlókocsikból álló ruhát szerelnek rá, hogy megvédje a cápától. Sikeresen lekapcsolja, de ő elveszíti az oxigén csövet és megfullad. A korábbi konfliktusok ellenére a túlélők összedolgoznak, hogy Jessup a szellőző aknán keresztül elmenjen segítségért. Az árvíz kisméretű rákokat sodort a szellőztetőbe, amitől Jessup megijed, majd visszaesik és a cápa végez vele. A garázs parkolójában Kyle és Heather meglátja Ryant a túloldalon. Ryan segít a párnak, hogy ne fulladjanak meg az autóban, de egy másik nagy fehér cápa ottléte is kiderül. Kyle az utolsó pillanatban, biztonságuk érdekében beledobja Heather kiskutyáját a vízbe. Amikor Ryannek több próbálkozás után sikerül elcsalogatnia a cápát, úgy dönt, hogy csatlakozik hozzájuk és átmegy a kocsijuk tetejére, de a cápa üldözőbe veszi. Ryannek sikerül felmásznia a kocsira, de Kyle beleesik a vízbe, és a cápa felfalja. A szupermarket belsejében, a maradék csapat azt tervezi, hogy elkapják a cápát, amíg mindenki biztonságosan el tudjon menekülni. Jamie-nek sikerül a hentesrészlegre átúszni és megragadni egy horgot hússal, hogy felhasználják csalinak. A cápának nem kell a csali; egy élő embert szeretne, ezért Kirby (Dan Wyllie) felhasználja Naomit csalétekként, majd beleszúrja az ingébe a horgot, és belelöki a vízbe. Kirbyről kiderült, hogy Doyle bűntársa, aki ruhát cserélt  és levette a maszkját csak azért, hogy a többiek ne gyanítsák a gyilkos kilétét. Miután Naominak sikerül kimásznia a vízből, Doyle leszúrja Kirbyt egy rögzített szigonnyal és a horoggal együtt belelöki a vízbe. A cápa felfalja Kirbyt, a horgok beleakadnak az állkapcsába és csapdába ejtik. Josh bocsánatot kér Tinától, mert úgy érzi, hogy bűntudata van a bátyja halála miatt, de Tina megnyugtatja őt, majd megcsókolja.
A parkolóházban, Bullyt, a kiskutyát életben találják. Heather reménykedik; Ryan elkezd a csöveken dörömbölni, hogy segítséget hívjon. Jaime meghallja Ryant és Josh-al elmegy, hogy megmentse őket. Odalenn figyelmeztetik a második fehér cápa jelenlétéről. Josh és Jamie megtalálja az apja autóját, benne egy puskát és egy sokkolót. Josh megöli a cápát a puskával, és mind a négyen visszatérnek a szupermarketbe. Mindannyian közel a bejárathoz úsznak. Josh megöli az első cápát a sokkolóval, míg Doyle a bejárathoz odaszorult teherautó vezetékeinek segítségével átrobbantja a törmeléket, így egy üregen át ki tudnak szabadulni. A túlélők elhagyják a szupermarketet, és meglátják a várost sújtotta komoly kárt. A film zárójelenetében egy sirály repül az óceán felé, amikor egy cápa kiugrik a vízből és felfalja.
|  | Itt a vége a cselekmény részletezésének! |

## Szereplők
| Szerep                              | Színész              | Magyar hang     |
| ----------------------------------- | -------------------- | --------------- |
| Josh, Rory barátja, Tina vőlegénye  | Xavier Samuel        | Markovics Tamás |
| Jaime, Ryan barátnője               | Phoebe Tonkin        | Mezei Kitty     |
| Tina, Rory húga, Josh menyasszonya  | Sharni Vinson        | Vági Viktoria   |
| Naomi, a szupermarket dolgozója     | Alice Parkinson      | Roatis Andrea   |
| Doyle, rabló a szupermarketben      | Julian McMahon       | Kárpáti Levente |
| Kirby, Doyle bűntársa               | Dan Wyllie           | Élő Balázs      |
| Rory, Tina testvére és Josh barátja | Richard Brancatisano | Oroszi Tamás    |
| Heather, Kyle barátnője             | Cariba Heine         | Lamboni Anna    |
| Jessup, a szupermarket vezetője     | Adrian Pang          | Seder Gábor     |
| Steven, Tina új pasija              | Qi Yuwu              | Pálmai Szabolcs |
| Ryan, Jaime barátja                 | Alex Russell         | Hamvas Dániel   |
| Todd, Jamie apja                    | Martin Sacks         | Jakab Csaba     |
| Kyle, Heather pasija                | Lincoln Lewis        | Moser Károly    |
| Colins                              | Damien Garvey        | Albert Gábor    |